# 盗塁阻止率

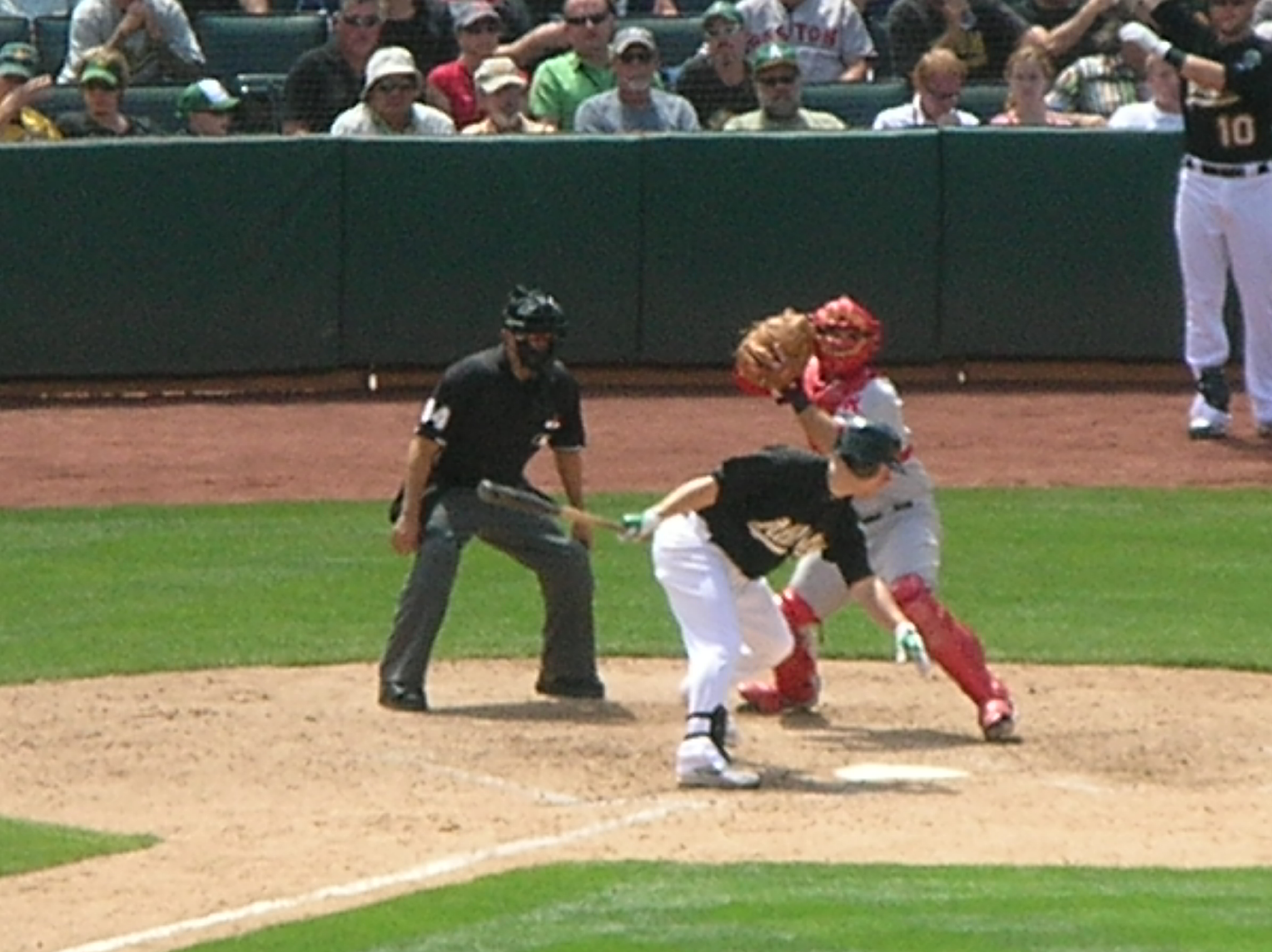
盗塁阻止のため送球する捕手

盗塁阻止率（とうるいそしりつ）とは、野球におけるデータのひとつ。捕手（キャッチャー）が、盗塁を試みた相手チームの走者（ランナー）を、自分の送球によってアウトにした割合のこと。

## 概要
盗塁阻止率 = 盗塁刺 ÷ 企図数
捕手の肩の強さを数値化したものとして評価され、選手能力を示す指標のひとつとしてよく用いられる。
ただし、捕手の強肩が知られている場合、走者はよほどの俊足ランナーがうまく投手のモーションを盗めた場合ぐらいしか盗塁をしようとしないため、盗塁阻止率はさほど高くはならない。つまり、強肩捕手は盗塁走者をアウトにすることではなく、盗塁をさせない事でもチームに貢献している。そのため、捕手を評価するには、盗塁阻止率だけではなくイニングあたり盗塁数も考慮すべきである。また、盗塁を阻止するには、投手との連携や投手自身のクイックモーション及び牽制球の巧拙等にも影響されるため、一概に盗塁阻止率が低いことが捕手のみの責任、とは言い切れない。
前述のように強肩捕手は必ずしも盗塁阻止率が高くはならないが、弱肩捕手では明らかに低い数値となる。特にプロ野球の捕手において、低い盗塁阻止率はその選手の捕手としてのキャリアの終わりを示す。極端に低い盗塁阻止率は、球史に残る大捕手の最終期に記録されることが多い。例として、NPBでは野村克也、MLBではマイク・ピアザが挙げられる。
プロ野球では一般に3〜4割あれば十分、5割あれば驚異的と言われる。公式には1969年から記録されており、それ以前の数字は公式な発表はされていないが、試合ごとの記録（スコアブック）は存在するため、個人による集計などによって一部の選手のものは導出されている。

## 記録

### 日本プロ野球

#### シーズン記録盗塁阻止率5割以上
捕手としての出場試合数が規定試合数（シーズンのチーム試合数の半数以上）に到達している選手が対象。盗塁阻止率が記録されるようになった1969年以降の記録のみを対象とする。
| 年度 | リーグ   | 所属     | 選手名     | 試合 | 企図数 | 許盗塁 | 盗塁刺 | 阻止率 |
| ---- | -------- | -------- | ---------- | ---- | ------ | ------ | ------ | ------ |
| 1976 | パリーグ | 近鉄     | 有田修三   | 124  | 97     | 45     | 52     | .536   |
| 1970 | セリーグ | ヤクルト | 大矢明彦   | 88   | 88     | 38     | 50     | .568   |
| 1972 | セリーグ | ヤクルト | 大矢明彦   | 119  | 80     | 36     | 44     | .550   |
| 1974 | セリーグ | ヤクルト | 大矢明彦   | 130  | 87     | 39     | 48     | .552   |
| 1976 | セリーグ | ヤクルト | 大矢明彦   | 121  | 82     | 41     | 41     | .500   |
| 2012 | セリーグ | 阪神     | 小宮山慎二 | 72   | 44     | 22     | 22     | .500   |
| 2002 | パリーグ | ダイエー | 城島健司   | 100  | 63     | 31     | 32     | .508   |
| 2001 | セリーグ | 横浜     | 谷繁元信   | 137  | 81     | 37     | 44     | .543   |
| 1969 | セリーグ | 阪神     | 田淵幸一   | 82   | 58     | 27     | 31     | .534   |
| 1970 | セリーグ | 阪神     | 田淵幸一   | 88   | 67     | 30     | 37     | .552   |
| 1972 | セリーグ | 阪神     | 田淵幸一   | 114  | 109    | 50     | 59     | .541   |
| 1973 | セリーグ | 阪神     | 田淵幸一   | 114  | 79     | 38     | 41     | .519   |
| 1989 | セリーグ | 中日     | 中村武志   | 121  | 64     | 31     | 33     | .516   |
| 1995 | セリーグ | 中日     | 中村武志   | 94   | 54     | 26     | 28     | .519   |
| 1979 | パリーグ | 近鉄     | 梨田昌孝   | 108  | 69     | 32     | 37     | .536   |
| 1978 | セリーグ | 巨人     | 福島知春   | 82   | 30     | 11     | 19     | .633   |
| 1975 | セリーグ | 大洋     | 福嶋久晃   | 68   | 47     | 21     | 26     | .553   |
| 1990 | セリーグ | ヤクルト | 古田敦也   | 106  | 55     | 26     | 29     | .527   |
| 1991 | セリーグ | ヤクルト | 古田敦也   | 127  | 83     | 35     | 48     | .578   |
| 1993 | セリーグ | ヤクルト | 古田敦也   | 130  | 45     | 16     | 29     | .644   |
| 1994 | セリーグ | ヤクルト | 古田敦也   | 76   | 24     | 12     | 12     | .500   |
| 2000 | セリーグ | ヤクルト | 古田敦也   | 134  | 73     | 27     | 46     | .630   |

- シーズン最高盗塁阻止率　セ・リーグ記録は古田敦也（1993年）の.644、パ・リーグ記録は梨田昌孝（1979年）の.536
- シーズン最低盗塁阻止率　パ・リーグ記録は田上秀則（2010年）の.069、セ・リーグ記録は関川浩一（1994年）の.125

#### 通算盗塁阻止率
（1969年以降の記録のみ、捕手出場500試合以上）
|   | 選手名   | 阻止率 |
| - | -------- | ------ |
| 1 | 古田敦也 | .462   |
| 2 | 大矢明彦 | .433   |
| 3 | 田淵幸一 | .422   |
| 4 | 梨田昌孝 | .391   |
| 5 | 城島健司 | .383   |

- 1969年以前に活躍した選手（日比野武、山下健ら）、69年前後に活躍した選手（野村克也、木俣達彦ら）は含まない。
- NPBの記録のみ集計。

### メジャーリーグベースボール

#### シーズン盗塁阻止率
歴代上位10名（チームのシーズン試合数の半数以上に出場したもの）
|   | 選手名               | 所属                             | 年度 | 試合 | 企図数 | 許盗塁 | 盗塁刺 | 阻止率 |
| - | -------------------- | -------------------------------- | ---- | ---- | ------ | ------ | ------ | ------ |
| 1 | シャンティ・ホーガン | ボストン・ブレーブス             | 1933 | 95   | 31     | 7      | 24     | .774   |
| 2 | ジョー・アストロス   | フィラデルフィア・アスレチックス | 1953 | 79   | 43     | 12     | 31     | .721   |
| 3 | レイ・シャーク       | シカゴ・ホワイトソックス         | 1925 | 125  | 85     | 24     | 61     | .718   |
| 4 | ロベルト・ペレス     | クリーブランド・インディアンス   | 2020 | 32   | 14     | 4      | 10     | .714   |
| 5 | ロイ・キャンパネラ   | ブルックリン・ドジャース         | 1951 | 140  | 49     | 15     | 34     | .694   |
| 6 | Gus Mancuso          | セントルイス・カージナルス       | 1941 | 105  | 39     |        |        | .692   |
| 7 | Jim Hegan            | クリーブランド・インディアンス   | 1950 | 129  | 43     |        |        | .687   |
| 8 | Sherm Lollar         | シカゴ・ホワイトソックス         | 1948 | 107  | 31     |        |        | .677   |
| 9 | Buddy Rosar          | フィラデルフィア・アスレチックス | 1947 | 102  | 56     |        |        | .677   |

※ 2020年はシーズン60試合

#### 通算盗塁阻止率
歴代上位5名（通算500試合以上出場）
|   | 選手名                 | 阻止率 |
| - | ---------------------- | ------ |
| 1 | ロイ・キャンパネラ     | .574   |
| 2 | ギャビー・ハートネット | .561   |
| 3 | バディ・ルーサー       | .548   |
| 4 | アル・ロペス           | .541   |
| 5 | ミッキー・オニール     | .531   |